# برند رادریک
برند نیکول رادریک (انگلیسی: Brande Roderick؛ زادهٔ ۱۳ ژوئن ۱۹۷۴) یک مدل و هنرپیشه اهل ایالات متحده آمریکا است.
از فیلم‌ها یا برنامه‌های تلویزیونی که وی در آن نقش داشته‌است می‌توان به دوشیزه گمشده و دختران جزیره، استارسکی و هاتچ و سمی اشاره کرد.